# Domingos Vieira

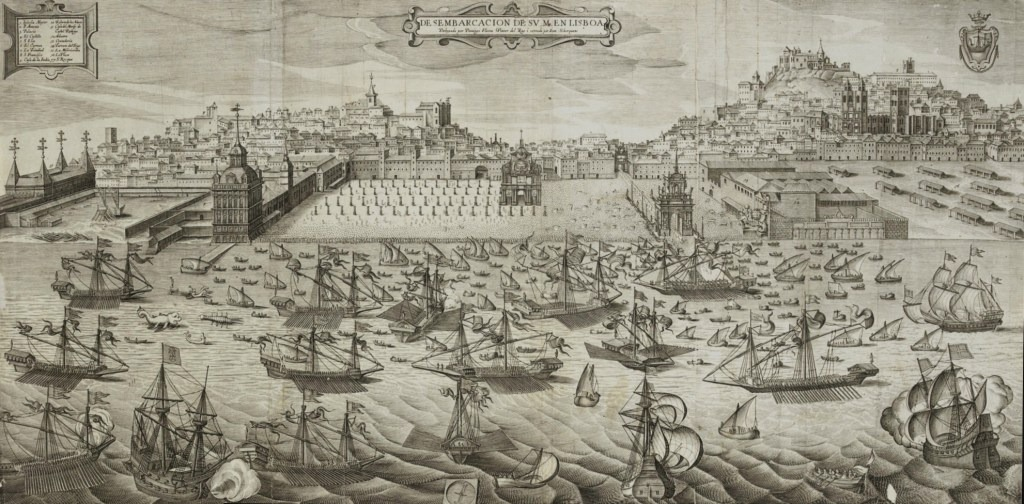
Desembarco de Felipe III en Lisboa, grabado por Juan Schorquens sobre un dibujo de Vieira para la obra de Juan Bautista Lavanha, Viage de la Catholica Real Magestad del Rei D. Filipe III N. S. al reino de Portugal, Madrid, 1622.

Domingos Vieira Serrão (Tomar, c. 1570-1632) fue un pintor manierista portugués, nombrado en 1619 pintor del rey Felipe II de Portugal y III de España. 
Por el expediente abierto en 1625 para su admisión como familiar del Santo Oficio se sabe que fue hijo de João Henriques Serrão, hidalgo y recaudador de impuestos de la Orden de Cristo, y de Maria Dias, y que estaba casado con Magdalena de Frias, hija del arquitecto Nicolau de Frias.
Entre 1592 y 1600 trabajó junto con Simão de Abreu en las pinturas murales que cubren la bóveda y muros altos de la Charola del Convento de Cristo de Tomar y en  diversos retablos y altares para el mismo convento.
Según el pintor neoclásico Cyrillo Volkmar Machado, autor de unas vidas de los pintores portugueses, Vieira pintó cosas excelentes «con mucha dulzura, modestia, hidalguía y buen dibujo. Entendió bien la perspectiva, como se ve en el techo del Hospital Real, invención suya. Recibió muchos honores de Felipe III y IV, por quien fue llamado a Madrid para pintar en el Retiro, donde tienen algunas cosas suyas admirables. Dibujó el desembarco de Felipe II en Lisboa, que fue grabado por Juan Schorquens. En 1608 sirvió de juez en el gremio de San Lucas».
La estampa citada se publicó con la obra de Juan Bautista Lavanha, Viage de la Catholica Real Magestad del Rei D. Filipe III N. S. al reino de Portugal, Madrid, 1622.
En 1632 ya debía de haber fallecido, pues en dicho año se nombró pintor del rey en su lugar a Miguel de Paiva.